# Melanie de Vales Rafael
Melanie de Vales Rafael (4 de setembro de 1995), é uma atriz, cantora e desenhista de modas moçambicana. Melanie fala com fluência a língua Inglesa, Portuguesa e Francesa. Iniciou a sua carreira no ano de 2010, ela já trabalhou com Flora Gomes e Danny Glover. 

## Biografia
Em 2011 quando tinha apenas 16 anos, tornou-se desenhista jovem no evento Moçambique Semana de Moda, por onde ela apresentou as suas colecções de moda que se realiza anualmente por 5 anos. Em 2014, foi a vencedora no desafio Centro de Moda Local no evento Moçambique Semana de Moda.
Em 2016, participou no filme de Licínio Azevedo “Comboio de Sal e Açúcar” como Rosa (protagonista). É conhecida por participar no filme “República de Crianças” como Nuta.
Actualmente, Melanie reside em Maputo, Moçambique.